# 여인의 계단
《여인의 계단》(Rich And Famous)은 미국에서 제작된 조지 큐커 감독의 1981년 드라마 영화이다. 재클린 비셋 등이 주연으로 출연하였고 윌리엄 알린 등이 제작에 참여하였다.

## 출연

### 주연
- 재클린 비셋
- 캔디스 버겐

### 조연
- 데이빗 셀비
- 하트 보크너
- 스티븐 힐
- 멕 라이언
- 매트 라탄지
- 다니엘 파랄도

## 기타
- 원작자: 존 밴 드루턴
- 미술: 잔 스콧
- 의상: 데오니 V. 알드리지